# Boarmioides
Boarmioides là một chi bướm đêm thuộc họ Geometridae.